# گئورگ قازاریان (سیاستمدار)
گئورگ قازاریان (ارمنی: Գևորգ Ղազարյան) سیاستمدار اهل ارمنستان است که از تاریخ ۵ مه تا تاریخ ۲۳ نوامبر ۱۹۲۰ در کابینه هامو اوهانجانیان سمت وزارت روشنگری (آموزش عمومی و هنر) ارمنستان را برعهده داشت.